# 徐筑生
徐 筑生（じょ ちくせい, 1947年3月4日 - ）は、台湾の軍人、政治家。海軍中将。軍事情報局局長等を歴任。

## 経歴
1968年、国民党海軍軍官学校57年班を卒業。海軍専科学校初級班第2期、海軍兵器学校兵器高級班第12期、海軍学院69年班、戦争学院76年班、兵学研究所78年班を卒業。
中華民国海軍に勤務し、海軍908貴陽軍艦艦長、海軍総部計画署組長、国防部情報次長室情報参謀官、海軍総司令（劉和謙）の参謀、海軍第131艦隊艦隊長、参謀総長（劉和謙）の弁公室主任、海軍総部計画署署長、総統府侍衛長、海軍総部督察室主任、国防部軍事情報局長等を歴任。